# Polskie Kościoły Pełnej Ewangelii w Kanadzie
Polskie Kościoły Pełnej Ewangelii w Kanadzie (Polish full gospel church in Canada)
Polskie Kościoły Pełnej Ewangelii należą do zgromadzenia Zborów Zielonoświątkowych Kanady skupiających ok. 1100 kościołów w Kanadzie. Gromadzą one ewangelicznie wierzących chrześcijan głównie polskiego pochodzenia. Jego siedziba mieści się w Toronto pod adresem 69 Long Branch Ave. Toronto, On, M8W 3J5, Kanada. Pierwszym i obecnym Biskupem dla Polskich kościołów jest dr honoris causa z zakresu teologii Antoni Dąbrowski.

## Działalność
Kościół działa w Kanadzie i za granicą, prowadząc akcje charytatywne, chrześcijańską telewizję internetową oraz działalność misyjną wśród Polaków w Brazylii.

## Polskie Kościoły w Kanadzie
- Zbór stołeczny w Toronto
- Zbór w Calgary
- Zbór w Edmonton
- Zbór w Hamilton
- Zbór w Kitchener
- Zbór w London
- Zbór w Montreal
- Zbór w Vancouver
- Zbór w Windsor